# ناقوس مرگ ۲
ناقوس مرگ ۲ (انگلیسی: Death Bell 2: Bloody Camp; کره‌ای: 고死 두번째 이야기: 교생실습) یک فیلم اسلشر سال ۲۰۱۰ کره جنوبی است. این فیلم به کارگردانی یو سون دونگ و دنباله‌ای بر فیلم سال ۲۰۰۸، ناقوس مرگ است و داستان آن ارتباطی با فیلم قبلی ندارد. این فیلم در ۲۸ ژوئیه ۲۰۱۰ منتشر شد.

## بازیگران
- یون شی-یون در نقش کوان وو
- پارک جی یون در نقش لی سه هی
- کیم سو رو در نقش معلم چا
- هوانگ جونگ اوم در نقش معلم تازه‌کار پارک اون سو

## بازخورد
این فیلم یک موفقیت بزرگ بود و بیش از ۹۷٬۰۰۰ نفر در کره جنوبی در نخستین روز اکران و حدود ۳۰۰٬۰۰۰ نفر در سه روز نخست آن را تماشا کردند. یکی از عوامل این فیلم گفت که این فیلم «چهار برابر بیشتر از آنچه انتظار داشتیم» بود.